# Rhododendron amakusaense
Rhododendron amakusaense är en ljungväxtart som först beskrevs av Masaki Takada och Yamazaki, och fick sitt nu gällande namn av T. Yamazaki. Rhododendron amakusaense ingår i släktet rododendron, och familjen ljungväxter. Inga underarter finns listade i Catalogue of Life.